# Compartilhamento nuclear

Zonas livres de armas nucleares
Estados com armas nucleares
Estados que hospedam armas nucleares compartilhadas
Estados que assinaram o TNP

Compartilhamento nuclear refere-se a política de compartilhar o controle de armas nucleares a estados que não as desenvolveram. O termo é atualmente aplicado ao Programa de compartilhamento nuclear da OTAN, parte da política da OTAN na qual os Estados Unidos providencia controle parcial de suas armas nucleares em bases de países aliados da aliança. Os países que hospedam as armas nucleares não as controlam em si, mas mantêm plataformas capazes de usar as armas nucleares (aviões F-16 e Panavia Tornado), mantêm consultas e  e fazem decisões conjuntas com relação a política nuclear, além de realizarem treinamentos de ataque nuclear. De acordo com os EUA, em caso de guerra, o Tratado de Não Proliferação Nuclear já não estará controlando as ações, dessa forma esses países podem ser autorizados a utilizar essas armas. Dessa forma, o Programa de Compartilhamento de Armas Nucleares da OTAN seria um controle indireto das armas e uma forma de contornar o Tratado de Não Proliferação Nuclear, ação que é contestada por países como a Rússia.

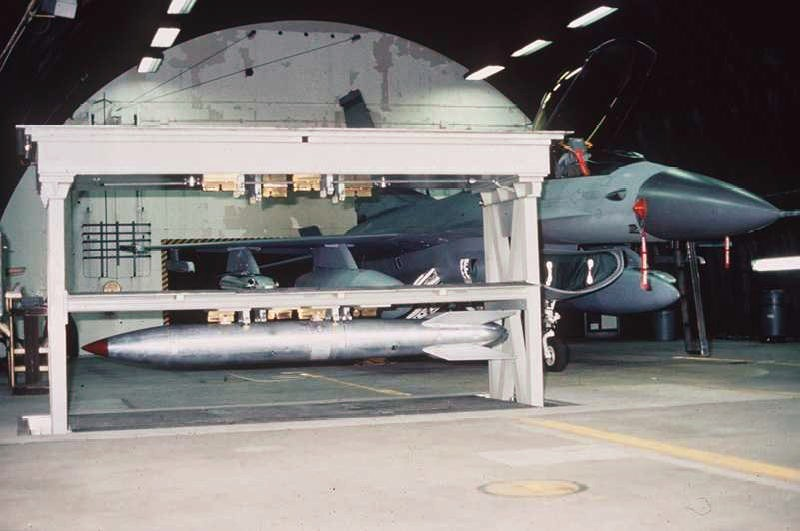
As armas compartilhadas seguem o esquema da foto, a bomba B61 em um sistema de proteção, dentro do abrigo aéreo reforçado ao lado do vetor (no caso, um F-16)

Em 2005,  180 bombas termonucleares B61 das 480 armas nucleares que estão hospedadas em países europeus se enquadram dentro do Programa.
Os países que aderem ao compartilhamento nuclear são a Itália, Alemanha, Bélgica, Holanda e Turquia. Em tempos de paz, as armas nucleares ficam protegidas em bases cooperadas pelos EUA e manejadas exclusivamente por membros da Força Aérea dos EUA; os códigos do link de ação permissiva necessários para armar as bombas também ficam sob custódia e controle dos Esquadrões de Suporte de Munição da USAF que cooperam as bases com os países hospedeiros, em casos de guerra as bombas seriam montadas nos vetores do país local.
Oficiais no ocidente também acreditam que haja um Programa de Compartilhamento de Armas Nucleares entre a Arábia Saudita e Paquistão. Um oficial ocidental disse ao The Times que a Arábia Saudita poderia obter ogivas nucleares em pouco tempo (questão de dias) negociando com o Paquistão. O embaixador do Paquistão na Arábia Saudita Mohamed Naeem citou que "que o Paquistão considera a segurança da Arábia Saudita não só como uma questão diplomática ou interna, mas como algo pessoal", Naeem também disse que a liderança saudita considera os dois países como um só, e uma ameaça à Arábia Saudita, também é ao Paquistão. Ambos os países negaram qualquer acordo ou compartilhamento de armas nucleares em vigor.
 Fontes indicam que a Monarquia Saudita pagou até 60% do custo do Programa Nuclear do Paquistão, em retorno, o país teria a opção de comprar algumas ogivas.